# Chromadora macrolaimoides
Chromadora macrolaimoides är en rundmaskart som beskrevs av Steiner 1915. Chromadora macrolaimoides ingår i släktet Chromadora och familjen Chromadoridae. Inga underarter finns listade i Catalogue of Life.